# Le Vingtième Siècle (film)
Pour l’article homonyme, voir Le Vingtième Siècle.
Pour plus de détails, voir Fiche technique et Distribution.
Le Vingtième Siècle (The Twentieth Century en version originale sous-titrée français) est une comédie dramatique canadienne réalisée par Matthew Rankin, sorti en 2019,. Prenant une forme iconoclaste et éclatée, ce premier long métrage est une satire politique librement inspirée des journaux intimes de William Lyon Mackenzie King,. Il remporte notamment le prix du meilleur premier long métrage canadien au Festival international du film de Toronto 2019 et le Prix FIPRESCI de la Berlinale,.

## Synopsis
Librement inspiré du parcours de William Lyon Mackenzie King, qui deviendra le premier ministre ayant siégé le plus longtemps dans l'histoire du Commonwealth, Le Vingtième Siècle détourne le récit autobiographique afin de dresser un portrait fantasmagorique, étrangement lucide, d'une identité nationale schizophrène,,. Ce premier long métrage de Matthew Rankin se déroule à Toronto à l'aube du XXe siècle, tandis que le jeune Mackenzie King (interprété par Dan Beirne) rêve de devenir premier ministre du Canada. Or, sa quête de pouvoir sera tiraillée entre les attentes d'une mère castratrice (Louis Negin), le désir de toute-puissance de Lord Muto (Sean Cullen) et l’idéalisme d'un Québécois mystique (Joseph-Israël Tarte, joué par Annie St-Pierre),.

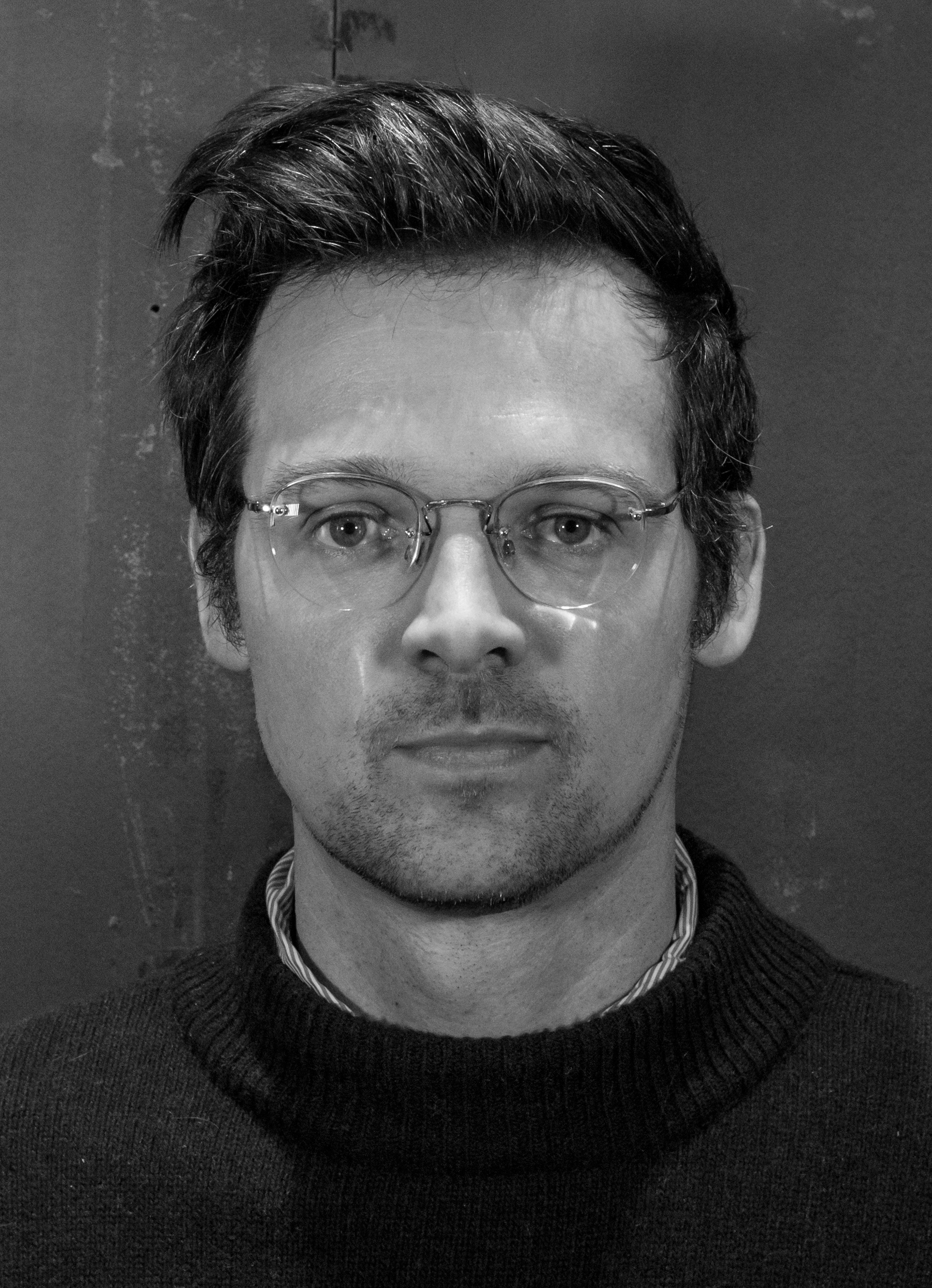
Matthew Rankin signe le scénario, la réalisation et le montage du film.

## Fiche technique
- Titre original : The Twentieth Century
- Titre français : Le Vingtième Siècle
- Réalisation, scénario et montage : Matthew Rankin[1]
- Musique originale : Peter Venne, Christophe Lamarche-Ledoux[8]
- Photographie : Vincent Biron
- Son : Lynne Trepanier, Sacha Ratcliffe, Bernard Gariepy-Strobl
- Direction artistique : Dany Boivin (en)
- Décors : Laura Nhem
- Costumes : Patricia McNeil
- Maquillage : Adriana Verbert
- Production : Gabrielle Tougas-Fréchette, Ménaïc Raoul
  - Directeur de production : Emmanuel Hessler
- Société de production : Voyelles Films
- Distribution : Maison 4:3
- Pays d'origine :  Canada ( Québec)
- Langues originales : anglais, français
- Format : couleur — 16 mm, Super 8[10]
- Genre : comédie dramatique
- Durée : 90 minutes
- Dates de sortie :
  - Canada : 10 septembre 2019 (Festival international du film de Toronto)[11]
  - Canada (Québec) : 13 octobre 2019 (Festival du Nouveau Cinéma de Montréal)[12]

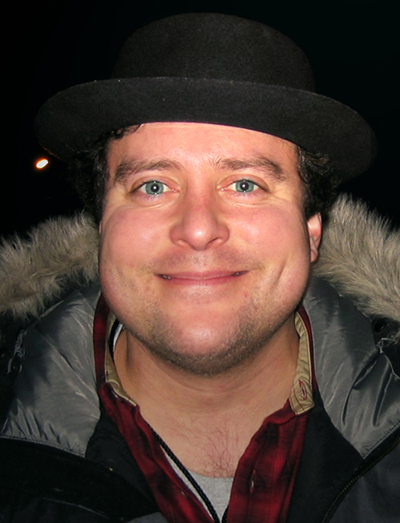
Sean Cullen incarne le gouverneur général Lord Muto.

## Distribution
- Dan Beirne : William Lyon Mackenzie King
- Catherine St-Laurent : Ruby Elliott
- Louis Negin : mère de King
- Mikhaïl Ahooja : Henry Albert Harper
- Trevor Anderson : Richardson
- Marie Brassard : Mineur d'amiante
- Kee Chan : Wakefield
- Sarianne Cormier : Nurse Lapointe
- Sean Cullen : Lord Muto
- Martin Dubreuil : John Christian Schultz
- Richard Jutras : père de King
- Satine Scarlett Montaz : Charlotte, l'enfant défectueuse
- Emmanuel Schwartz : Lady Violet
- Brent Skagford : Arthur Meighen
- Annie St-Pierre : Joseph-Israël Tarte

## Analyse
Loin d'être une représentation réaliste de l'histoire officielle canadienne, Le Vingtième Siècle détourne la vérité historique au profit d'une réinterprétation fantaisiste et délirante : en résulte un exercice de style loufoque et débridé qui n'est pas sans rappeler les films réalisés par Guy Maddin et produits par Greg Klymkiw au sein du Winnipeg Film Group,. Partant d'un récit autobiographique, Matthew Rankin nous entraîne dans un univers formel déjanté, avec une direction artistique surréaliste, fortement influencée par l'expressionnisme allemand et le cinéma de propagande soviétique,.
Bien que la plupart des protagonistes soient basés sur de véritables figures historiques, Matthew Rankin se permet plusieurs digressions fantaisistes. En effet, même si William Lyon Mackenzie King et Arthur Meighen nourrissaient déjà une inimitié en 1899, ils n'étaient pas encore entrés en politique. Heny Albert Harper, alors simple fonctionnaire fédéral, était un ami proche de Mackenzie King, mort noyé quelques années plus tard. Quant à Lord Minto, ici dépeint comme un dictateur fasciste manigançant afin que les forces armées canadiennes s'impliquent davantage dans la guerre des Boers, il s'agissait d'un gouverneur général plutôt bienveillant dont le mandat avait pris fin avant que Mackenzie King et Arthur Meighen ne soient en politique électorale. Pour finir, le véritable Joseph-Israël Tarte était effectivement un homme politique, bien qu'il n'ait pas simultanément servi avec Mackenzie King et qu'il n'ait jamais été  associé au nationalisme québécois.

## Distinctions

### Récompenses
- Festival international du film de Toronto 2019 : 
  - Meilleur premier long métrage canadien dans la section « Midnight Madness »[15]
  - Top 10 des films canadiens de l’année[16]
- Festival international du film de Calgary 2019 : Mention honorable « Artiste émergent »[17]
- Prix de diffusion Quebecor au Festival du Nouveau Cinéma de Montréal 2019 : Meilleur espoir de la compétition nationale[18]
- Grand Prix du Festival international du film de Los Cabos 2019 : Meilleur film[19]
- Prix du Vancouver Film Critics Circle 2019 :
  - Meilleur cinéaste canadien émergent
  - Meilleur acteur dans un film canadien pour Dan Beirne[20]
- Prix FIPRESCI de la Berlinale 2020 : Meilleur film de la section « Forum »[21]
- Prix Écrans canadiens 2020 : 
  - Meilleure direction artistique pour Dany Boivin (en)
  - Meilleure conception de costumes pour Patricia McNeil
  - Meilleures coiffures pour Nermin Grbic[22]
- Prix Luc-Pereault de la critique AQCC des Rendez-vous Québec Cinéma 2020 : Meilleur long métrage québécois[23]
- Prix Iris des Rendez-vous Québec Cinéma 2020 : 
  - Meilleure direction artistique pour Dany Boivin
  - Meilleurs costumes pour Patricia McNeil
  - Meilleur maquillage pour Adriana Verbert
  - Meilleure coiffure pour Nermin Grbic[24]

### Nominations et sélections
- Prix Écrans canadiens 2020 : 
  - Meilleur film pour Ménaïc Raoul et Gabrielle Tougas-Fréchette
  - Meilleure réalisation et meilleur scénario original pour Matthew Rankin
  - Prix du meilleur premier film John Dunning
  - Meilleure interprétation masculine dans un premier rôle pour Dan Beirne[25]
- Prix Iris des Rendez-vous Québec Cinéma 2020 : 
  - Meilleur premier film
  - Meilleure réalisation et meilleur montage pour Matthew Rankin
  - Meilleur son pour Bernard Gariépy Strobl, Sacha Ratcliffe et Lynne Trépanier
  - Meilleure musique originale pour Peter Venne, Christophe Lamarche-Ledoux[24]
- Grindhouse Paradise 2021 : sélection en compétition[26]